# Melissa a Joey
Melissa a Joey (v anglickém originále Melissa & Joey) je americký televizní seriál s hlavními hvězdami v podobě Melissy Joan Hartové a Joeyho Lawrence, vysílaný stanicí ABC Family od 17. srpna 2010 do 5. srpna 2015.
Seriál sleduje život Mel Burke (Melissa Joan Hartová) a Joea Longa (Joey Lawrence), kterého Mel najme, aby se staral o její neteř (Taylor Spreitler) a synovce (Nick Robinson).

## Děj
Mel je místní politička pocházející z politické rodiny. Když její rodinou otřese skandál, který nechává její neteř Lennox a synovce Rydera bez rodičů, Mel se jich ujímá. Zatímco Joe bývalý obchodník zbankrotoval a nyní hledá novou práci. Když Mel přijde na to, že starat se o rodinu a mít vlastní život není jednoduché, najímá Joeho jako novou chůvu.

## Obsazení

### Hlavní role
- Melissa Joan Hart jako Melanie Alison "Mel" Longová (rozená Burkeová) – je nejmladší radní v historii města Toledo ve státě Ohio. Je dcerou senátora Russella Burkeho. S Joem má vztah založený na přátelství a pochopení druhého. Ve třetí sérii si uvědomila své city k Joemu, začala s ním chodit a později přijala nabídku sňatku. Ve čtvrté sérii zjištila, že je těhotná a čeká dvojčata, přesně ve stejnou dobu, kdy se věnovala volební kampani do Kongresu. Nakonec se rozhodla za podpory své rodiny přijmout obě velké změny svého dosavadního života.
- Joey Lawrence jako Joseph Paul "Joe" Longo – je bývalý úspěšný obchodník s MBA, který přišel o práci, peníze a manželství a skončil tak, že byl nucen žít ve svém vlastním autě. Narodil se v nemocnici americké armády v Uijeongbu v Jižní Koreji, a vyrůstal v Secaucus,v New Jersey. Má bratra jménem Tony a sestru Teresa. Ukázalo se, že má 13letou dceru Dani s ženou jménem Felicia. Později si po návštěvě domova a posledním rozloučení s babičkou Nonou dal dohromady, co k Mel cítí a začali spolu vážnější vztah. Později se vzali a ve čtvrté sérii se dozvěděl, že s Mel čekají dítě. Napsal vlastní knihu, která byla potom v poslední sérii přijata a měl by se s ní vydat na knižní turné.
- Taylor Spreitler jako Lennox Elizabeth Scanlon
- Nick Robinson jako Ryder David Scanlon

### Vedlejší role
- Lucy DeVito jako Stephanie Krause
- Elizabeth Ho jako Rhonda Cheng
- Megan Hilty jako Tiffany Longo
- Rachel G. Fox jako Holly Rebeck
- Scott Michael Foster jako George Karpelos, Jr.
- Christopher Rich jako Russell Burke
- Joel McKinnon Miller jako Leo Larbeck
- Anya Monzikova jako Elena Romanov
- Gregg Sulkin jako Haskell Daivs
- Christine Lakin jako Jackie
- Rita Rudner jako Monica Burke
- Cody Linley jako Aieden Haber
- Trevor Donovan jako Austin
- Sterling Knight jako Zander Carlson
- Justin Hartley jako Noah
- Sadie Calvano jako Keira
- Jada Facer jako Deni
- Brooke Burke jako Felicia Mancini
- Matthew Lawrence jako Tony Longo

## Vysílání
Seriál měl premiéru v jihovýchodní Asii na stanici STAR World v roce 2011. Ve Velké Británii měl seriál premiéru na Sky On Demand 1. července 2014 a na stanici E4 28. července 2014.

## Vývoj a produkce

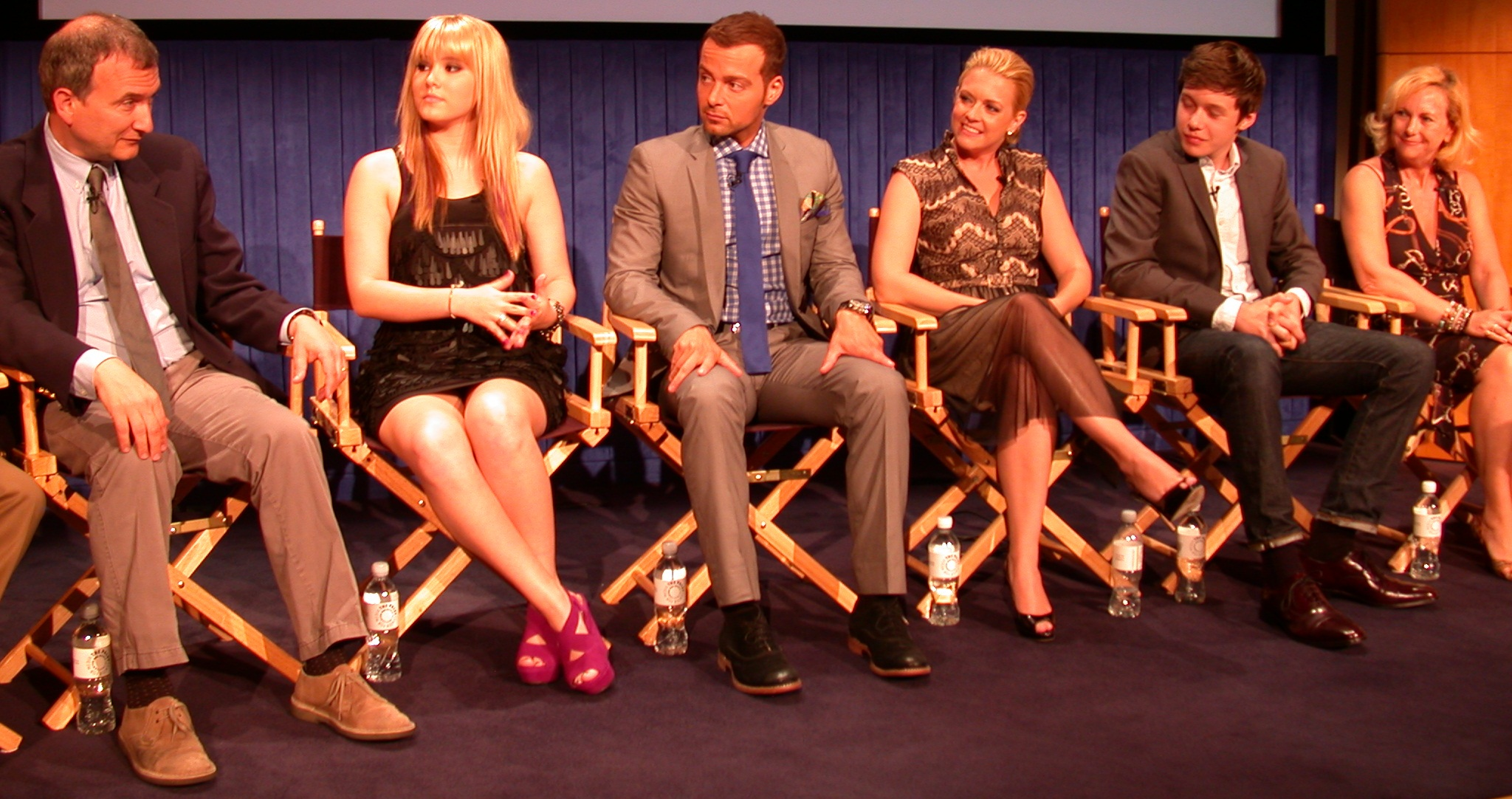
Obsazení a crew: David Kendall, Taylor Spreitler, Joey Lawrence, Melissa Joan Hart, Nick Robinson, Paula Hart.

Po televizním filmu stanice ABC Family z roku 2009 Moje falešná svatba se podruhé setkávají Joey Lawrence a Melissa Joan Hart.
Původně byl pro seriál navržen pouze pilotní díl a následujících 12 dílů, poté, vzhledem k úspěchu show, ABC Family prodloužilo první řadu o 18 dílů. ABC Family v červenci 2011 objednala druhou řadu. Dne 17. srpna 2012 byla objednána třetí série.
Jak Melissa tak Joey režírovali díly ve druhé řadě. Joeyův díl se jmenoval „Wherefore Art Thou Lennox“. Melissa se stala první ženou, které režírovala jeden díl v seriálu.
9. února 2015 ABC Family oznámilo ukončení seriálu po odvysílání čtvrté řady.

## Ocenění a nominace
| Rok  | Ocenění                      | Kategorie                                                          | Nominováni        | Výsledek  |
| ---- | ---------------------------- | ------------------------------------------------------------------ | ----------------- | --------- |
| 2013 | People's Choice Award        | Nejoblíbenější kabelová televizní komedie                          | Melissa a Joey    | nominace  |
| 2014 | People's Choice Award        | Nejoblíbenější kabelová televizní komedie                          | Melissa a Joey    | nominace  |
| 2015 | People's Choice Award        | Nejoblíbenější kabelová televizní komedie                          | Melissa a Joey    | vítězství |
| 2015 | Women's Image Network Awards | Nejlepší seriálová herečka: komedie                                | Melissa Joan Hart | nominace  |
| 2015 | Young Artist Awards          | Nejlepší seriálová herečka v hostující roli: drama (věk 14–16 let) | Johnnie Ladd      | vítězství |